# Xã Elysian, Quận Le Sueur, Minnesota
Xã Elysian (tiếng Anh: Elysian Township) là một xã thuộc quận Le Sueur, tiểu bang Minnesota, Hoa Kỳ. Năm 2010, dân số của xã này là 1.046 người.